# Yuhup
El  yuhup és la llengua pròpia del poble indígena yuhupdeh, que habita en el nord-oest de l'Amazònia, en la zona fronterera entre el Brasil i Colòmbia. Com le altres llengües macú és una llengua aïllant i tonal.

## Fonologia
El Yuhup presenta 38 fonemas, dels quals 15 són vocals i 23 consonants.

### Vocals
|                   | Anteriors | Centrals | Posteriors |
| ----------------- | --------- | -------- | ---------- |
| Tancada           | i ĩ       | ɨ ĩ      | u ũ        |
| Mitjana           | e         | ə        | o          |
| Oberta            | æ æ̃       |          | ɔ ɔ̃        |
| Oberta arrodonida |           |          | ɒ ɒ̃        |

Son nou vocals orals i sis nasals. Les vocals es realitzen allargades, quan reben to ascendent o descendent, e laringalizadas, quan estan contigües a consonant glotal.

### Consonants
|                                 | Labial | Alveolar | Palatal | Velar | Glotal |
| Obstruents sordes               | p      | t        | c       | k     | ʔ      |
| Obstruents glotalitzades        | pʼ     | tʼ       | cʼ      | kʼ    |        |
| Obstruents nasals               | m      | n        | ɲ       | ŋ     |        |
| Obstruents nasals glotalitzades | mˀ     | nˀ       | ɲˀ      | ŋˀ    |        |
| Fricatives sordes               |        |          | ʃ       |       | h      |
| Vibrants                        |        | ɾ        |         |       |        |
| Vibrants glotalitzades          |        | ɾˀ       |         |       |        |
| Aproximants                     | w      |          | j       |       |        |
| Aproximants glotalitzades       | wˀ     |          | jˀ      |       |        |

Les consonants nasals es realitzen preoralizadas o oralizadas quan ocorren amb vocals orals: /nôn/ [dô:dn] dón = "abella".

### To
L'idioma yuhup té un sistema tonal, amb quatre tons contrastessis, sent dos puntuals (baix ˨ o è i alt ˥ o é) i dos de contorn (ascendent ↑ o ě e descendent ↓ o ê) que ocorren sempre en l'última síl·laba de les arrels morfològiques.
- /nuh↓/ = “cap”
- /nuh↑/ = goma
- /núh / = “casabe”
- /hoh/ = “fhumar”
- /hoh↑/ = "fumat"
- hóh = “canoa”

## Gramàtica
En general l'ordre de les sentències declaratives (afirmatives o negatives) és subjecte objecte verb (SOV), i el de les no declaratives (imperatives o interrogatives) objecte subjecte verb (OSV). En la conformació de les sentències s'utilitzen recursos com focalització, serialització verbal i incorporació; sufixs i suprafixos; i alteració de la valència verbal amb processos de transitivación i intransitivación, que són usats com a mecanismes sintàxic-semàntics.
El Yuhup presenta un patró aïllant, el més notori en la seva família lingüística. Hi ha un extens nombre de paraules gramaticals (aporten informació gramatical) i relativament pocs sufixos. Són importants els suprafijos tonals, que poden marcar arrels o sufixos: l'arrel amb la seva última vocal i to ascendent RV↑ forma la manera imperativa; -/ip˥/ afirmatiu; -/Vpʔ↑/ interrogatiu; -/iʔ↑/ emfàtic; /V˥t/ locatiu; /vʔ↓/ direccional.

### Substantius
Es pot formar substantius per la nominalització amb el to descendent sobre les arrels verbals. Els compostos són formats unint morfemas, generalment mantenint els seus tons. Un grup de substantius constitueixen una subclasse tancada i petita de classificadors que descriuen formes i parts d'objectes i vegetals, principalment tubercles.

### Pronoms
Els pronoms personals són:
- ãh = jo
- ãm = tu/vostè
- tɨh = ell
- hɨn = ella
- yap = el/ella especificats
- ɨn = nosaltres
- nɨg = vosaltres/vostès
- hɨt = ells/elles
- yərəh = ells/elles específicados

### Verbs
Els verbs poden classificar-se segons la seva dinamicitat en estatius i actius i aquests segons la seva transitivitat. Els modificadors mih i yãh participen dels processos de transitivitat i intransitivitat d'arrels verbals, mentre que els causatius bɨ’ i dö’ converteixen els verbs en més o en menys actius.
El paper dels adjectiu és complert pels verbs descriptius. Els verbs poden ser adjectivats amb el modificat ah o amb suprafixos.

### Adverbis
Indiquen temps, espai, mode i negació. Hi ha una sèrie de partícules adverbials de localització i direcció que poden combinar-se entre si o amb pronoms demostratius per indicar distància o proximitat i produeixen un sistema d'expressió espacial molt ric.